# جورج کلارک (وینگر)
جورج کلارک (انگلیسی: George Clarke؛ زادهٔ) بازیکن فوتبال اهل بریتانیا است.
از باشگاه‌هایی که در آن بازی کرده‌است می‌توان به باشگاه فوتبال برنلی اشاره کرد.